# Szabad kultúra Spanyolországban
A szabad kultúra Spanyolországban (spanyolul Cultura libre en España) a Spanyolországban magánszemélyek és szervezetek által gyakorolt Copyleft tevékenységek összessége.

## Kezdetek
A spanyolországi szabad kultúra első jól mérhető mérföldköve a katalán majd spanyol nyelvű Wikipédia majd hozzátartozó levelezőlista elindulása volt, melyen 2003 június 30-án született meg az első levél. 2004-ben a spanyol szerkesztők úgy döntöttek, hogy az illusztrációkhoz csak világszerte szabadnak minősülő médiafájlokat töltenek fel, így 2007 végére a Wikipédián megjelenő spanyol multimédia tartalmak mint a Wikimédia Commonsra kerültek és továbbra is oda vannak feltöltve.
A következő jelentős mérföldkő 2008-ban következett be, ekkor készült el a Barcelonai Egyetemen a Creative Commons szerzői jogi licenccsalád katalán és spanyol fordítása. A Creative Commons Spanyolország és Katalónia taggal megjelölt bejegyzésén követhető ez.

## Creative Commons művészeti alkotások az autonóm közösségekben
- Andalúzia: Andalúziában mind a keleti, mind a nyugati oldalon is létrejöttek már Creative Commons művészeti alkotások, mint például az El Pimpi bár grafikai munkái, de például Sevillában színházi felvételek is készültek.
- Asztúria: Asztúriai nyelven is megjelent a Creative Commons licenc és azóta több fotóművészeti kép is, valamint az albogue népi dudát bemutató zenei felvétel készült.
- Katalónia: Az Gruissan-parttól délre a Creative Commons legnagyobb központja, beleértve Spanyolországot és Portugáliát is, Katalónia, azon belül is Barcelona és környéke, Barcelonában egész évben több Copyleft esemény van, ezek közül az egyik az 1-2 évente, általában ősszel megrendezett Szabad Kultúra Fórum (Free/Libre Culture Forum), melyen 2011-ben például Richard Stallman is megjelent. A legnagyobb művészeti esemény az Andreu Meixide és csapata által évente megrendezett BCCN Film Fesztivál, mely nevét a BCN és CC rövidítések összevonásából kapta.[4]
- Kasztília: Kasztíliában, főleg Madridban és környékén a 2010-es években indultak az első nagyobb Copyleft események, ilyen volt például a Carabanleft, majd később a kultuszminisztérium által is támogatott CCMad filmfesztivál.[5]